# Олейников, Василий Гаврилович
Василий Гаврилович Олейников (1906—1986) — советский хозяйственный, государственный и политический деятель.

## Биография
Родился в 1906 году в Астраханской губернии. Член ВКП(б).
С 1917 года — на хозяйственной, общественной и политической работе. В 1917—1966 гг. — на рыбных промыслах в Астрахани, батрак у сельских кулаков, бригадир колхоза «Красный партизан» Харабалинского района, председатель Харабалинского райисполкома, заместитель председателя Наримановского райисполкома, работник лесозащитной станции, машинотракторной станции, в управлении «Сельхозтехника» в городе Харабали.
Будучи бригадиром колхоза «Красный партизан» Харабалинского района 30 декабря 1935 года награждён орденом Ленина, первым в своём колхозе применил стахановские методы работы, ввёл в своей бригаде орошение земли и в 1937 году добился рекордного урожая — свыше 300 пудов с га. В декабре того же года избран депутатом Верховного Совета СССР 1-го созыва (от Астраханского сельского избирательного округа).
Умер в 1986 году в Харабали.